# Половинник
Половинник (рос. Половинник) — присілок у Кіриському районі Ленінградської області Російської Федерації.
Населення становить 11 осіб. Належить до муніципального утворення Будогощенське міське поселення.

## Історія
Згідно із законом від 1 вересня 2004 року № 49-оз органом  місцевого самоврядування є Будогощенське міське поселення.

## Населення
| 1997 | 2002 | 2007 | 2010 | 2017 |
| ---- | ---- | ---- | ---- | ---- |
| 20   | ↘12  | ↘11  | ↗19  | ↘11  |